# Alba (Teksas)
Alba je gradić u američkoj saveznoj državi Teksas. Prema popisu stanovništva iz 2010. u njemu je živjelo 504 stanovnika.